# Aparisthmium cordatum
Aparisthmium cordatum là một loài thực vật có hoa trong họ Đại kích. Loài này được (A.Juss.) Baill. mô tả khoa học đầu tiên năm 1865.